# Watt (cràter)
|  | No s'ha de confondre amb Watts (cràter). |

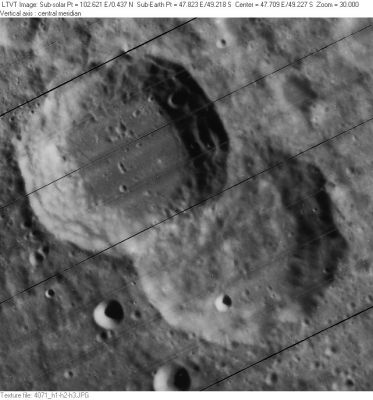
Fotografia de la missió Lunar Orbiter 4

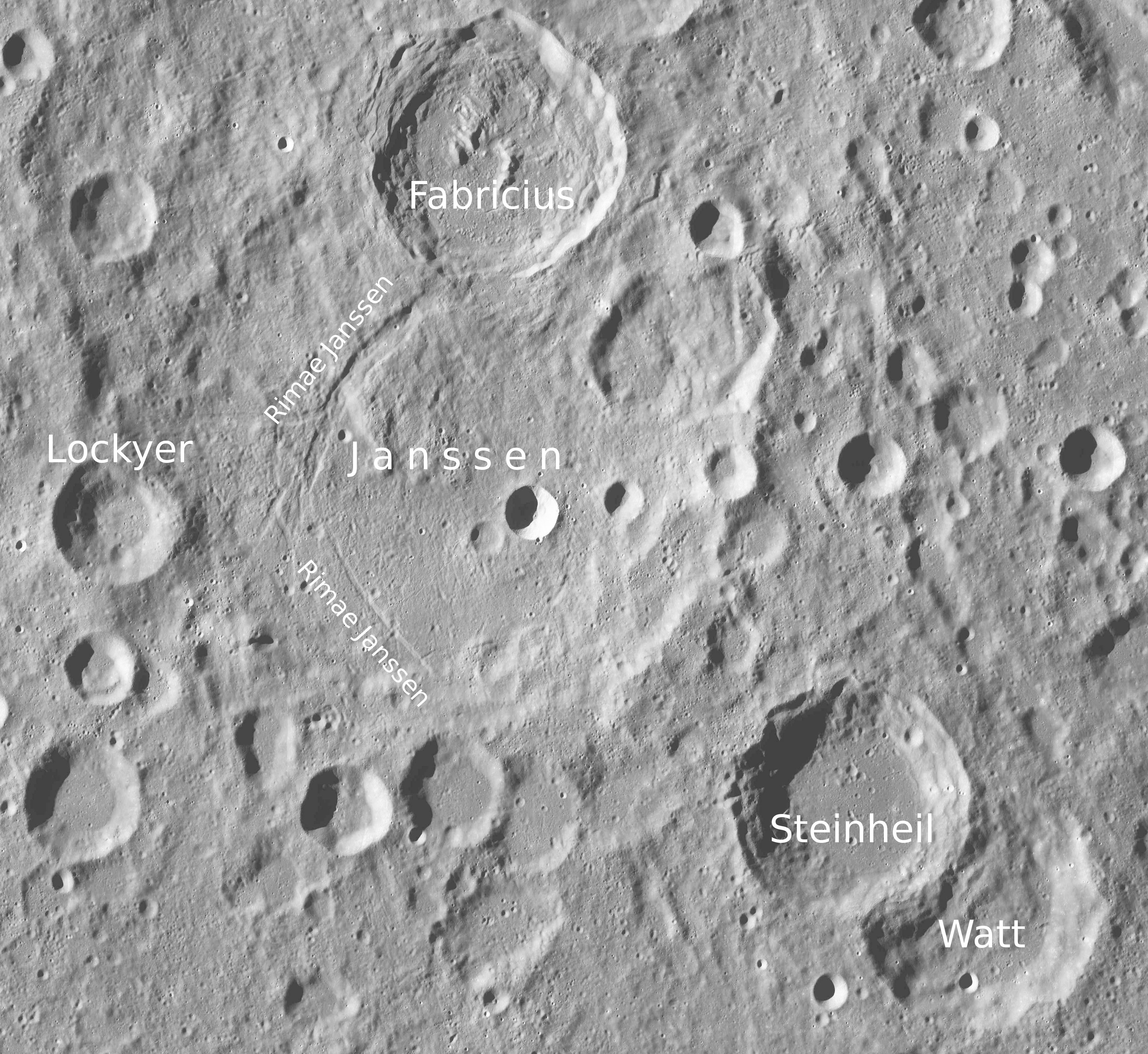
Fotografia de la missió Lunar Reconnaissance Orbiter

Watt és un cràter d'impacte que es troba en la part sud-est de la Lluna. Des de la Terra aparenta una forma ovalada a causa de l'escorç. Cràters propers són Biela al sud-sud-est, Rosenberger al sud-oest, i la plana emmurallada de Janssen més al nord-oest, per darrere d'Steinheil.

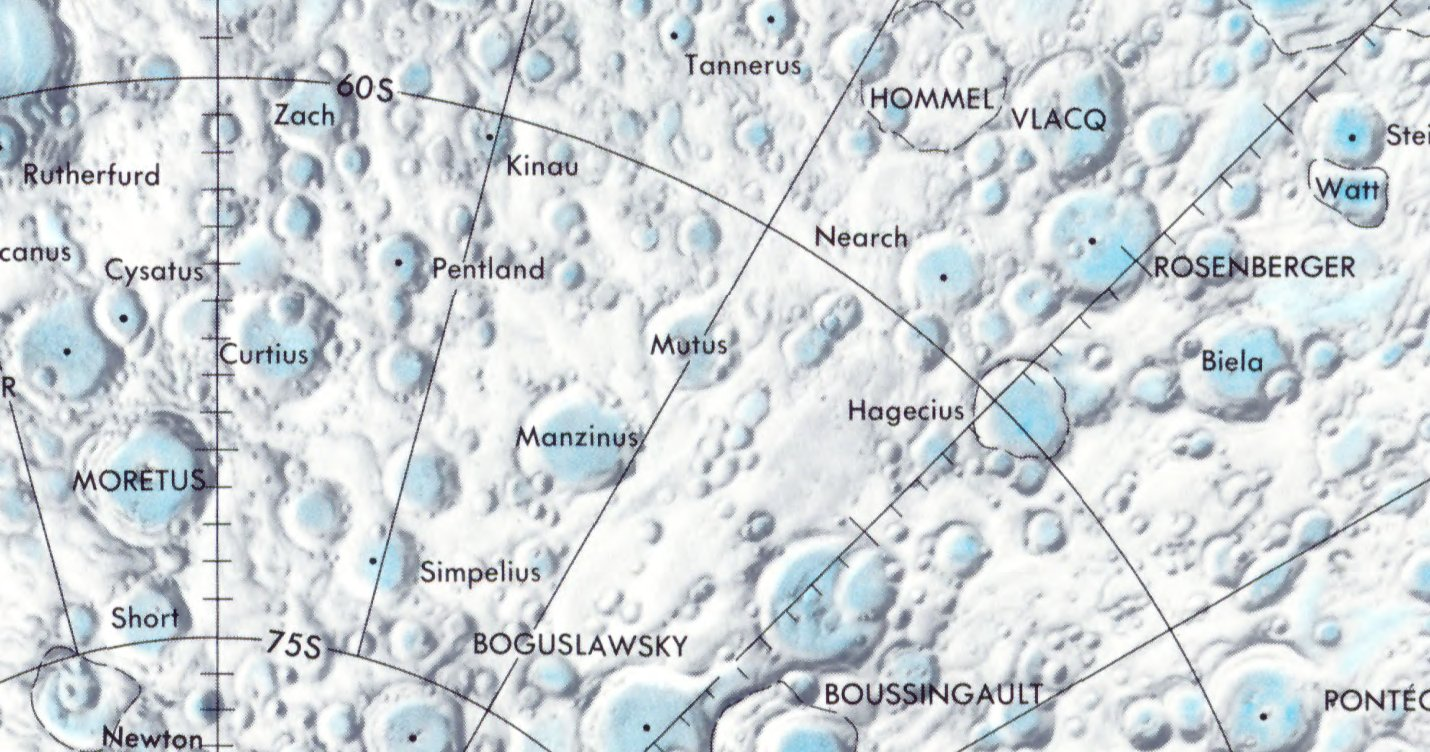
Localització de Watt (cantonada superior dreta de la imatge)

El terç nord-oest de la vora del cràter ha estat completament cobert per l'impacte posterior d'Steinheil, un cràter de grandària similar, deixant gran part del sòl interior cobert amb les rampes exteriors formades pels materials ejectats per aquesta última formació. La resta de la vora de Watt és d'aparença una mica irregular, amb una inflor cap a l'interior en la vora suroriental i un parell de petites projeccions cap al nord-est. D'altra banda, el seu perfil es manté relativament definit, amb tan sols una quantitat de desgast reduïda.

## Cràters satèl·lit
Per convenció aquests elements són identificats en els mapes lunars posant la lletra en el costat del punt central del cràter que està més proper a Watt.
|      | \| Watt \| Coordenades \| Diàmetre \| \| ---- \| ------------------------------------ \| -------- \| \| A \| 50° 18′ S, 46° 24′ E / 50.3°S,46.4°E \| 10 km \| \| B \| 50° 06′ S, 48° 00′ E / 50.1°S,48.0°E \| 6 km \| \| C \| 50° 00′ S, 51° 30′ E / 50.0°S,51.5°E \| 24 km \| \| D \| 50° 18′ S, 55° 12′ E / 50.3°S,55.2°E \| 32 km \| \| E \| 49° 42′ S, 55° 18′ E / 49.7°S,55.3°E \| 10 km \| \| F \| 50° 30′ S, 54° 18′ E / 50.5°S,54.3°E \| 16 km \| \| G \| 50° 54′ S, 58° 42′ E / 50.9°S,58.7°E \| 13 km \| \| H \| 51° 12′ S, 57° 12′ E / 51.2°S,57.2°E \| 16 km \| \| J \| 51° 36′ S, 58° 18′ E / 51.6°S,58.3°E \| 18 km \| \| K \| 51° 24′ S, 55° 54′ E / 51.4°S,55.9°E \| 8 km \| \| L \| 52° 36′ S, 57° 36′ E / 52.6°S,57.6°E \| 32 km \| \| M \| 53° 06′ S, 59° 54′ E / 53.1°S,59.9°E \| 42 km \| \| N \| 53° 36′ S, 58° 42′ E / 53.6°S,58.7°E \| 11 km \| \| R \| 51° 00′ S, 47° 30′ E / 51.0°S,47.5°E \| 12 km \| \| S \| 52° 12′ S, 47° 48′ E / 52.2°S,47.8°E \| 6 km \| \| T \| 51° 36′ S, 51° 00′ E / 51.6°S,51.0°E \| 4 km \| \| U \| 52° 00′ S, 51° 42′ E / 52.0°S,51.7°E \| 5 km \| \| W \| 51° 06′ S, 51° 54′ E / 51.1°S,51.9°E \| 7 km \| |          |
| Watt | Coordenades | Diàmetre |
| A    | 50° 18′ S, 46° 24′ E / 50.3°S,46.4°E | 10 km    |
| B    | 50° 06′ S, 48° 00′ E / 50.1°S,48.0°E | 6 km     |
| C    | 50° 00′ S, 51° 30′ E / 50.0°S,51.5°E | 24 km    |
| D    | 50° 18′ S, 55° 12′ E / 50.3°S,55.2°E | 32 km    |
| E    | 49° 42′ S, 55° 18′ E / 49.7°S,55.3°E | 10 km    |
| F    | 50° 30′ S, 54° 18′ E / 50.5°S,54.3°E | 16 km    |
| G    | 50° 54′ S, 58° 42′ E / 50.9°S,58.7°E | 13 km    |
| H    | 51° 12′ S, 57° 12′ E / 51.2°S,57.2°E | 16 km    |
| J    | 51° 36′ S, 58° 18′ E / 51.6°S,58.3°E | 18 km    |
| K    | 51° 24′ S, 55° 54′ E / 51.4°S,55.9°E | 8 km     |
| L    | 52° 36′ S, 57° 36′ E / 52.6°S,57.6°E | 32 km    |
| M    | 53° 06′ S, 59° 54′ E / 53.1°S,59.9°E | 42 km    |
| N    | 53° 36′ S, 58° 42′ E / 53.6°S,58.7°E | 11 km    |
| R    | 51° 00′ S, 47° 30′ E / 51.0°S,47.5°E | 12 km    |
| S    | 52° 12′ S, 47° 48′ E / 52.2°S,47.8°E | 6 km     |
| T    | 51° 36′ S, 51° 00′ E / 51.6°S,51.0°E | 4 km     |
| U    | 52° 00′ S, 51° 42′ E / 52.0°S,51.7°E | 5 km     |
| W    | 51° 06′ S, 51° 54′ E / 51.1°S,51.9°E | 7 km     |